# ジェヒョン
ジェヒョン（朝: 재현、中: 在玹、英: Jaehyun、1997年2月14日 - ）は、韓国・ソウル特別市瑞草区出身の歌手。男性アイドルグループ・NCTのメンバー。SMエンタテインメント所属。本名はチョン・ユノ（ユンオ）（朝: 정윤오、中: 鄭閏伍、英: Jeong Yun-Oh）。ポジションはメインボーカル、ダンサー。2016年4月、NCT Uでデビュー。同年7月、ソウルを拠点として活動するユニット・NCT 127でデビュー。

## 略歴

### 生い立ち・SMエンタテインメント入社、SMルーキーズとして
- 1997年2月14日、ソウルで生まれる[1]。中学3年生の頃、下校途中に学校の前でSMエンタテインメントにスカウトされた[3]。

### SMルーキーズとして（2013年 - 2015年）
- 2013年12月10日、SMルーキーズのメンバーとして公開された[4]。2014年8月15日より、Mnetで放送されたEXOの番組『EXO 90 : 2014』に出演[5]。
- 2015年1月21日より、MBS MUSIC『SHOW CHAMPION』司会をドヨンと務めた[6]。
- 3月6日、SR15Bとして参加したダンス動画「BASSBOT」が公開された[7]。
- 7月1日、デビュー準備のため『SHOW CHAMPION』の司会を降板した[8]。
- 7月18日、議政府室内体育館にて開催された「希望バスケットボールオールスター 2015 SMTOWN」の慈善試合に出場した[9]。

### NCTとしてデビュー（2016年 - 2022年）

#### 2016年
- 2月、ソウル公演芸術高等学校を卒業[10]。

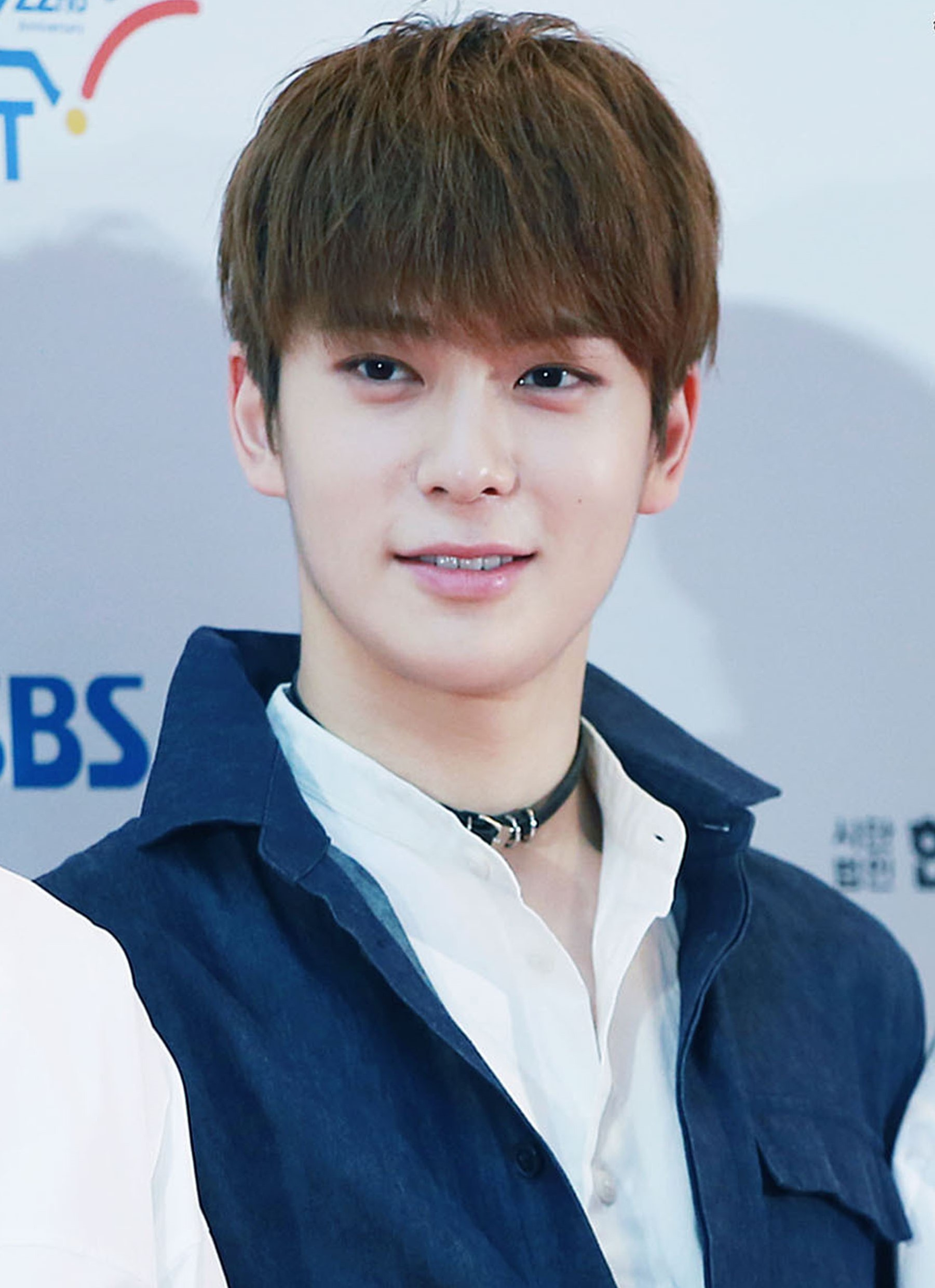
ドリームコンサートにて（2016年6月）

- 4月4日、1つ目のユニット・NCT Uのメンバーとしてデビューすることが発表された[11]。
- 4月10日、NCT Uとして参加したデジタルシングル「WITHOUT YOU」が公開された[12]。
- 4月15日、KBS 2TV『ミュージックバンク』にて「WITHOUT YOU」と「The 7th Sense」を披露し、NCT Uとして正式デビュー[13]。
- 7月4日、ソウルを拠点とするユニット・NCT 127のデビューメンバーとして公開された[14]。
- 7月7日、NCT 127がMnet『M COUNTDOWN』でデビュー曲「Fire Truck」を披露し、正式デビュー[15]。

#### 2017年
- 3月20日より、SBSパワーFM『NCTのnight night!』のレギュラーDJをジャニーと務めた[16]。
- 11月22日、ウェブ写真「Poetic Beauty: JAEHYUN」を公開[17]。
- 11月24日、d.earとのコラボレーション楽曲「Try Again」を公開[17]。
- 12月1日公開、ペク・アヨンとウェンディのデュエット曲「The Little Match Girl」ミュージックビデオに出演した[18]。

#### 2018年

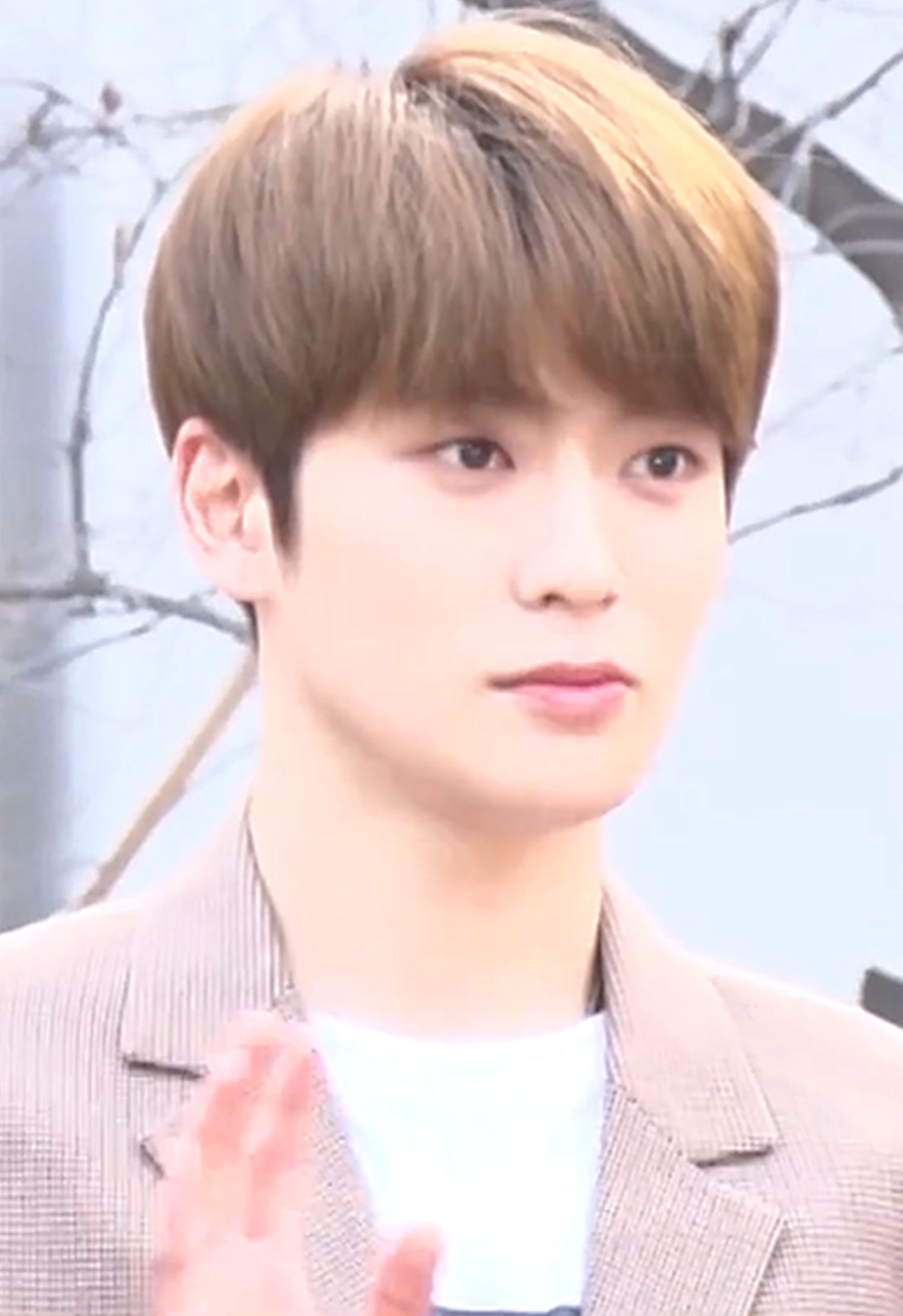
2018年

- 1月12日、NCT Uとして参加した「Timeless」の音源が公開された[19]。
- 2月18日、NCT Uとして参加した「BOSS」ミュージックビデオが公開された[20]。
- 5月23日、所属ユニット・NCT 127が、ミニアルバム『Chain』をリリースし、日本デビュー[21]。
- 9月、NCT Uとして参加した、ウェブドラマ『トッコリワインド』の劇中歌「New Dream」が公開された[22]。

#### 2019年
- 4月、ファッションマガジン「GRAZIA」にて、自身初の単独グラビアが掲載された[23]。
- 8月、NCT Uとして参加したウェブドラマ『Best Mistake』の劇中歌「New Love」が公開された[24]。
- 10月20日より、音楽番組『SBS人気歌謡』の司会を務めた[25]。
- 12月13日、NCT Uとして参加した「Coming Home」が公開された[26]。

#### 2020年
- 10月12日、NCT Uとして参加した「Make A Wish (Birthday Song)」ミュージックビデオが公開された[27]。

#### 2021年
- 9月24日、ミラノと上海にて同時に行われたブランド「プラダ」2022年春夏シーズンのレディース服ファッションショーを自身のInstagramアカウントで生中継した[28]。

#### 2022年
- 6月19日、イタリア・ミラノにて開催された2023年春夏メンズ・コレクション「SS23 Prada Uomo Fashion Show」にプラダ韓国代表として参加した[29]。
- 6月29日より、放送延期になっていた出演ドラマ『Dear.M』がU-NEXTで配信された[30][31][32]。
- 8月18日、NCT LABよりソロ曲「Forever Only」を公開した[33]。

### NCT DOJAEJUNGとしてデビュー（2023年）

#### 2023年
- 1月より、韓国アーティストとしては初となるファッションブランド「プラダ」のグローバルキャンペーンモデルに抜擢された[34]。
- 4月17日、ドヨン・ジェヒョン・ジョンウで構成されたユニット「NCT DOJAEJUNG」が、ミニアルバム『Perfume』をリリースし、デビュー。
- 8月8日、NCT LABよりソロ曲「Horizon」を公開した[35]。
- 8月28日、NCT Uとして参加した「Baggy Jeans」ミュージックビデオが公開された[36]。

### ソロデビュー、入隊（2024年 - ）

#### 2024年
- 8月16日、コスメブランド「CLIO（クリオ）」のブランドモデルに就任した[37]。
- 8月26日、1stソロアルバム『J』をリリースし、ソロデビュー[38]。
- 10月、映画『6時間後に君は死ぬ』に主人公・ジュヌ役として出演し、映画デビュー[39][40]。
- 10月26日・27日、ソウル・SKハンドボール競技場にて、ファンコンサート「2024 JAEHYUN FAN-CON ＜Mute＞」を開催。
- 10月24日、デジタルシングル「Unconditional」をリリース[41]。
- 11月4日より、大韓民国陸軍に現役入隊し、陸軍軍楽隊で兵役義務を履行している[42][43]。

#### 2025年
- 5月13日、出演したKBSドラマ『Dear.M』のOST「Look at Me」が公開された[44]。
- 5月16日発売、エモーショナル・オレンジズのアルバム『Orenjii』収録曲「Call It Off （feat. JAEHYUN）」にフィーチャリングで参加した[45]。

## 人物

### 幼少・学生時代
血液型はA型。みずがめ座。子供の頃に4年間ほどアメリカに住んでいたため、英語が堪能である。5歳から10歳までアメリカ・コネチカット州に住んでいた。子供の頃の夢は、テーマパークのデザイナーであった。
ソウルの中でも、教育に熱心な地域だという江南8学群出身である。新東中学校を卒業した。2017年5月2日に放送された『NCTのnight night!』にて、中学校時代にジェヒョンのことが好きだったというリスナーから手紙が送られた。高校は1年生まで狎鷗亭高等学校に通い、2年生からはソウル公演芸術高等学校に転校した。
座右の銘は「感謝せよ」で「感謝しなければ幸せになれない。だからどんなに自分では判断しづらく、そういう状況であっても、その中で感謝する気持ちがあれば、誰でも幸せに生きていけると思う」とした。

### 趣味・嗜好

#### スポーツ
特技はピアノとスポーツ。運動神経が良く、50メートル競走は6秒台で走ることができる。子供の頃から水泳やバスケットボール、ゴルフなどを習っていた。好きなスポーツはバスケットボール、ボウリング、ボクシング、テニス。特に、ボウリングはかなりの腕前で、2019年2月6日に放送されたMBC『アイドル陸上大会』に参加した際には、チャンヨルとのボウリング決勝戦の結果、銀メダルを獲得した。

#### 音楽・ファッション
子供の頃にクラシックピアノを習っていた。好きなアーティストにイ・ムンセ、ユ・ジェハをあげている、Usher、トム・ミッシュ、ディアンジェロ、ジャスティン・ティンバーレイク。R・ケリー「アイ・ビリーブ・アイ・キャン・フライ」は、歌手になるための影響を与えた楽曲としている。好きなアルバムは、フランク・オーシャン『ブロンド』。
趣味は映画鑑賞、音楽を聴くこと、ミュージックビデオを見ること、ファッション雑誌を読むことだとしている。レコードプレーヤーを買ってからはレコードに夢中になり、15枚ほどコレクションしている。特に好んで聴いているのは、ボーイズIIメンやダニー・ハサウェイなどの洋楽の名曲で、毎日寝る前に30分ほど聴く。
好きな食べ物にプリングルズの黒トリュフ味をあげている。香水はトム・フォードのホワイトスエードを愛用しており、キャンドルはシールトゥルドンを愛用している。部屋にはスピーカー、キーボード、ピアノ、レコードプレーヤー、キャンドル、小樽で買ったオルゴールなどを置いている。

### 料理
得意料理は豚肉の辛炒め（チェユクボックム）で、カメラ監督が食べてみたところ「売り物にできる」と絶賛したほどの腕前である。作ったチェユクボックムがあまりにも美味しいので「チョン・チェユク」というあだ名が付けられた。ソムタムやパッタイなどの外国料理も作ることができる。
2016年に放送された『NCT LIFE韓国料理王挑戦記』にて1位を獲得し、SMエンタテインメントのレストラン「SMT SEOUL」にて、ジェヒョンが開発したメニューが1ヶ月間提供された。レシピさえあれば、何でも習うことができるという。

### ニックネーム
2月14日生まれのため「バレンタインボーイ」というニックネームがある。また、肌が白くて透明感があるため「人間桃」「桃」というニックネームがある。本人が気に入っているニックネームは「雄の最高峰」である。そのほかのニックネームには「ジェ」「若旦那」などがある。アメリカに住んでいた頃の英語名は「Jay」であった。
dTVにて放送されたNCT 127の冠番組『NCT 127 おしえてJAPAN!』では「ジェ、ジェ、ジェジェジェのジェ～、夜は墓場でヒョンヒョンヒョン。ジェヒョンで～す!」という自己紹介を披露している。

### 社会貢献活動
2025年3月28日、蔚山・慶北・慶南地域での山火事災害の復旧と被災者支援のために、希望ブリッジ全国災害救護協会を通じて1億ウォンを寄付した。

### その他
右腕の上部にホクロがある。性格診断のMBTIはESTP、ESFP型。舞踊家だった祖母は、ジェヒョンが出演する放送を全て見ていて、放送後はカカオトークに長文のメッセージで感想を送ってくるという。

## 参加作品

### NCT U
| 公開日 | 公開日   | タイトル                    | リンク | 備考                                | 収録アルバム             |
| ------ | -------- | --------------------------- | ------ | ----------------------------------- | ------------------------ |
| 2016年 | 4月9日   | The 7th Sense               | ▶︎      | デビュー曲                          | NCT 2018 Empathy         |
| 2016年 | 4月10日  | WITHOUT YOU                 | ▶︎      |                                     | NCT 2018 Empathy         |
| 2018年 | 1月12日  | Timeless                    | -      |                                     | NCT 2018 Empathy         |
| 2018年 | 2月19日  | BOSS                        | ▶︎      |                                     | NCT 2018 Empathy         |
| 2018年 | 9月7日   | New Dream                   | -      |                                     | トッコ リワインド OST    |
| 2019年 | 8月      | New Love                    | -      |                                     | Best Mistake OST         |
| 2019年 | 12月13日 | Coming Home                 | ▶︎      |                                     | -                        |
| 2020年 | 6月26日  | Kick & Ride                 | -      | KBS『ミュージックバンク』特番で披露 | -                        |
| 2020年 | 10月12日 | Make A Wish (Birthday Song) | ▶︎      |                                     | NCT 2020 RESONANCE Pt. 1 |
| 2020年 | 10月12日 | Volcano                     | -      |                                     | NCT 2020 RESONANCE Pt. 1 |
| 2020年 | 10月12日 | Dancing In The Rain         | -      |                                     | NCT 2020 RESONANCE Pt. 1 |
| 2020年 | 11月23日 | All About You               | -      |                                     | NCT 2020 RESONANCE Pt. 2 |
| 2021年 | 12月14日 | Round&Round                 | -      |                                     | Universe                 |
| 2021年 | 12月14日 | Vroom                       | -      |                                     | Universe                 |
| 2021年 | 12月14日 | Sweet Dream                 | -      |                                     | Universe                 |
| 2023年 | 8月28日  | Baggy Jeans                 | ▶︎      |                                     | Golden Age               |
| 2023年 | 8月28日  | Interlude: Oasis            | -      |                                     | Golden Age               |
| 2023年 | 8月28日  | PADO                        | ▶︎      |                                     | Golden Age               |

### ソロ

#### フルアルバム
|                               | 発売日                        | タイトル                      | 商品番号                      | 形態                          | 形態                          | 順位                          | 売上枚数                      | 表題曲                        |
| SMエンタテインメント レーベル | SMエンタテインメント レーベル | SMエンタテインメント レーベル | SMエンタテインメント レーベル | SMエンタテインメント レーベル | SMエンタテインメント レーベル | SMエンタテインメント レーベル | SMエンタテインメント レーベル | SMエンタテインメント レーベル |
| ----------------------------- | ----------------------------- | ----------------------------- | ----------------------------- | ----------------------------- | ----------------------------- | ----------------------------- | ----------------------------- | ----------------------------- |
| 1st                           | 2024年8月26日                 | J                             | L700001452                    | CD                            | J ver.                        | 3位                           | 404,204枚                     | Smoke                         |
| 1st                           | 2024年8月26日                 | J                             | L700001453                    | CD                            | Money Clip ver.               | 3位                           | 404,204枚                     | Smoke                         |

#### 配信限定シングル
|                               | 配信日                        | タイトル                             | 規格                          | 収録アルバム                  |
| SMエンタテインメント レーベル | SMエンタテインメント レーベル | SMエンタテインメント レーベル        | SMエンタテインメント レーベル | SMエンタテインメント レーベル |
| ----------------------------- | ----------------------------- | ------------------------------------ | ----------------------------- | ----------------------------- |
| 1st                           | 2022年8月18日                 | Forever Only                         | デジタル・ダウンロード        | 未収録                        |
| 2nd                           | 2023年1月6日                  | iScreaM Vol. 20 : Forever Only Remix | デジタル・ダウンロード        | 未収録                        |
| 3rd                           | 2023年8月8日                  | Horizon                              | デジタル・ダウンロード        | 未収録                        |
| 4th                           | 2024年8月12日                 | Roses / Dandelion                    | デジタル・ダウンロード        | J                             |
| 5th                           | 2024年10月24日                | Unconditional                        | デジタル・ダウンロード        | 未収録                        |

#### ミュージックビデオ
| 公開日         | タイトル                      | リンク | 収録作品                             |
| -------------- | ----------------------------- | ------ | ------------------------------------ |
| 2022年8月18日  | Forever Only                  | ▶︎      | Forever Only                         |
| 2023年1月6日   | Forever Only (SHINDRUM Remix) | ▶︎      | iScreaM Vol. 20 : Forever Only Remix |
| 2023年8月8日   | Horizon                       | ▶︎      | Horizon                              |
| 2024年8月12日  | Dandelion & Roses             | ▶︎      | Roses / Dandelion                    |
| 2024年8月26日  | Smoke                         | ▶︎      | J                                    |
| 2024年10月24日 | Unconditional                 | ▶︎      | Unconditional                        |

### NCT DOJAEJUNG

#### ミニアルバム
|                               | 発売日                        | タイトル                      | 商品番号                      | 形態                          | 形態                          | 収録曲                                                                               | 順位                          | 売上枚数                      | 表題曲                        |
| SMエンタテインメント レーベル | SMエンタテインメント レーベル | SMエンタテインメント レーベル | SMエンタテインメント レーベル | SMエンタテインメント レーベル | SMエンタテインメント レーベル | SMエンタテインメント レーベル                                                        | SMエンタテインメント レーベル | SMエンタテインメント レーベル | SMエンタテインメント レーベル |
| ----------------------------- | ----------------------------- | ----------------------------- | ----------------------------- | ----------------------------- | ----------------------------- | ------------------------------------------------------------------------------------ | ----------------------------- | ----------------------------- | ----------------------------- |
| 1st                           | 2023年4月17日                 | Perfume                       | SMK1676                       | CD                            | BOX ver.                      | 収録曲 1. Perfume 2. Kiss 3. Dive 4. Strawberry Sunday 5. Can We Go Back 6. Ordinary | 2位                           | 872,513枚                     | Perfume                       |
| 1st                           | 2023年4月17日                 | Perfume                       | SMK1677                       | CD                            | PHOTOBOOK ver.                | 収録曲 1. Perfume 2. Kiss 3. Dive 4. Strawberry Sunday 5. Can We Go Back 6. Ordinary | 2位                           | 872,513枚                     | Perfume                       |

#### 配信限定シングル
|                               | 配信日                        | タイトル                          | 規格                          | 収録アルバム                  |
| SMエンタテインメント レーベル | SMエンタテインメント レーベル | SMエンタテインメント レーベル     | SMエンタテインメント レーベル | SMエンタテインメント レーベル |
| ----------------------------- | ----------------------------- | --------------------------------- | ----------------------------- | ----------------------------- |
| 1st                           | 2023年7月13日                 | iScreaM Vol. 24 : Perfume Remixes | デジタル・ダウンロード        | 未収録                        |

#### ミュージックビデオ
| 公開日        | タイトル               | リンク | 収録作品                          |
| ------------- | ---------------------- | ------ | --------------------------------- |
| 2023年4月17日 | Perfume                | ▶︎      | Perfume                           |
| 2023年7月13日 | Perfume (Jafunk Remix) | ▶︎      | iScreaM Vol. 24 : Perfume Remixes |

### 劇中歌
- 「Look at Me」- KBS『Dear.M』（2025年）

### フィーチャリング
- 「Call It Off （feat. JAEHYUN）」（エモーショナル・オレンジズ『Orenjii』収録曲）

### コラボレーション
- 「Try Again」- d.ear

### カバー
- 「Have Yourself A Merry Little Christmas」（2018年12月25日）[78]
- ラウヴ「I Like Me Better」（2019年8月22日）[79]
- フランキー・ヴァリ「Can't Take My Eyes Off You」（2022年10月29日）[80]
- 「Christmas Carol Medley」（2022年12月23日、ドヨン・ジョンウと）[81]

## 出演
主演作は太字。

### 映画
- 『6時間後に君は死ぬ』（2024年）- ジュヌ 役

### ドラマ
- Dear.M（2022年、U-NEXT）- チャ・ミンホ 役[82]
- バンジージャンプする（制作中止、Kakao TV）[83][84]

### バラエティ番組
| 年     | 放送局    | タイトル                     | 備考           | 参考   |
| ------ | --------- | ---------------------------- | -------------- | ------ |
| 2017年 | SBS       | ジャングルの法則             | フィジー編     | [ 85 ] |
| 2018年 | KBS 2TV   | ハッピートゥゲザー4          | SM特集         | [ 86 ] |
| 2019年 | MBC       | アイドルスター陸上選手権大会 | ボウリング出演 | [ 87 ] |
| 2019年 | Channel A | 英国男子のJMT研究所          |                | [ 88 ] |
| 2019年 | SkyDrama  | WEPLAY                       |                | [ 89 ] |
| 2019年 | JTBC      | 知ってるお兄さん             |                | [ 90 ] |

### MC
| 年     | 放送局    | タイトル                  | 備考                              | 参考   |
| ------ | --------- | ------------------------- | --------------------------------- | ------ |
| 2015年 | MBC MUSIC | SHOW CHAMPION             | レギュラーMC （SMルーキーズ時代） | [ 91 ] |
| 2017年 | Mnet      | M COUNTDOWN               | スペシャルMC                      |        |
| 2017年 | -         | 2017 KOREA MUSIC FESTIVAL | MC                                | [ 92 ] |
| 2019年 | SBS MTV   | THE SHOW                  | スペシャルMC                      |        |
| 2019年 | SBS       | SBS人気歌謡               | レギュラーMC                      | [ 93 ] |

### ラジオ
| 年     | 放送局      | タイトル                   | 役割   | 出演者                             | 参考   |
| ------ | ----------- | -------------------------- | ------ | ---------------------------------- | ------ |
| 2017年 | SBSラブFM   | パク・ソヒョンのラブゲーム | DJ     | ジャニー                           | [ 94 ] |
| 2017年 | SBSラブFM   | NCTのnight night!          | DJ     | ジャニー                           | [ 95 ] |
| 2023年 | SBSパワーFM | 2時脱出 Cultwo Show        | ゲスト | ジャニー、テヨン、ドヨン、ヘチャン | [ 96 ] |

### ミュージックビデオ
- 「The Little Match Girl」- ペク・アヨン、ウェンディ

### コラボレーションステージ
- 「ホール・ニュー・ワールド」- ディズニー・チャンネル『ミッキーマウス・クラブ』（2015年10月、SMルーキーズのヘリンと）[97]
- エディ・キム「You Are So Beautiful」-『KBS歌謡祭』（2018年12月28日、ジニョン（GOT7）、ミンヒョン（Wanna One）、ミニョク（MONSTA X）らと）[98]
- テヨン「Starlight」- 東京ドーム「SMTOWN LIVE」（8月、テヨンと）[99]
- Cool「Jumpo Mambo」-『SBS人気歌謡』MC就任式（2019年10月20日、ミニョク（MONSTA X）、ナウン（APRIL）らと）[100]
- 「My Only Wish (This Year)」-『SBS人気歌謡』（2019年12月15日、ナウン（APRIL）と）[101]
- 4minute「What's your name?」・EXO「CALL ME BABY」-『KBS歌謡祭』（2019年12月27日、ジェヒョン（N.Flying）、ジェヒョン（Golden Child）、ヒョンジェ（THE BOYZ）と「ジェヒョンズ」を結成）[102]
- UP「The sea」-『SBS人気歌謡』（2020年7月22日、ミニョク（MONSTA X）、ナウン（APRIL）と）[103]
- 「Can We Go Back」-『MBC歌謡大祭典』（2022年12月31日、ドヨン、ジョンウと）[104]
- テヨン「Starlight」- 東京ドーム「SMTOWN LIVE 2024 SMCU PALACE @TOKYO」（2024年2月、テヨンと）[105]

## 広告
| 年     | ブランド | 備考               | 参考    |
| ------ | -------- | ------------------ | ------- |
| 2017年 | Masita   | タイのスナック菓子 | [ 106 ] |

### アンバサダー
- プラダ（2022年）
  - プラダ「グローバルキャンペーンモデル」（2023年 - ）[107]
- CLIO（クリオ）- ブランドモデル（2024年 - ）

## 雑誌
| 年     | 月号   | 雑誌名                  | 参加             | 参考    |
| ------ | ------ | ----------------------- | ---------------- | ------- |
| 2017年 | 12月号 | VOGUE                   |                  |         |
| 2018年 | 6月号  | ARENA HOMME+            | ドヨン、ジャニー | [ 108 ] |
| 2018年 | 7月号  | L'Officiel Hommesタイ版 |                  |         |
| 2018年 | 秋冬号 | L'Officiel Hommes KOREA |                  |         |
| 2019年 | 4月号  | GRAZIA                  |                  | [ 109 ] |
| 2020年 | 1月号  | HIGH CUT                |                  | [ 110 ] |
| 2020年 | 2月号  | ELLE                    |                  | [ 111 ] |
| 2020年 | 5月号  | W KOREA                 | ジャニー         | [ 112 ] |
| 2022年 | 8月号  | ELLE                    |                  |         |
| 2022年 | 11月号 | 韓流ぴあ                |                  | [ 113 ] |
| 2023年 | 4月号  | Esquire Korea           |                  | [ 114 ] |

## イベント
| 年     | イベント名                                                                 | 開催日   | 開催場所                               | 参考    |
| ------ | -------------------------------------------------------------------------- | -------- | -------------------------------------- | ------- |
| 2015年 | 希望バスケットボールオールスター2015 with SMTOWN                           | 7月18日  | 京畿道議政府市緑楊洞室内体育館         | [ 115 ] |
| 2017年 | 2017 F/W HERA ソウルファッションウィーク                                   | 3月28日  | ソウル東大門デザインプラザ（DDP）      | [ 116 ] |
| 2017年 | 「SBSパワーFM」春改編記者懇談会                                            | 3月29日  | SBS社屋                                | [ 117 ] |
| 2017年 | 2018 S/S ソウルファッションウィーク                                        | 10月21日 | ソウル東大門デザインプラザ（DDP）      | [ 118 ] |
| 2017年 | 映画『7号室』VIP試写会                                                     | 11月13日 | ロッテシネマ建大入口                   | [ 119 ] |
| 2019年 | 「2019大韓民国大衆文化芸術賞」授賞式                                       | 10月31日 | オリンピック公園オリンピックホール広場 | [ 120 ] |
| 2020年 | 新型コロナウイルス感染予防のためのキャンペーン「一緒にしよう、希望の寄付」 | 5月6日   | COEXアンダーワールドパノラマ           | [ 121 ] |
| 2022年 | 「PRADA」SS23メンズファッションショー                                      | 6月17日  | イタリア・ミラノ                       | [ 122 ] |
| 2023年 | PRADA MODE 東京                                                            | 5月12日  | 東京都庭園美術館                       | [ 123 ] |
| 2023年 | 「PRADA」2024年春夏メンズコレクション                                      | 6月18日  | フォンダツィオーネ・プラダ             | [ 124 ] |
| 2023年 | Prada Mode Seoul                                                           | 9月5日   | ソウル                                 |         |
| 2023年 | Prada Reporter                                                             | 10月26日 | ソウル                                 |         |
| 2024年 | ソウルジャズフェスティバル 2024                                            | 6月2日   | ソウルオリンピック公園                 | [ 125 ] |
| 2024年 | 「PRADA」2025年春夏メンズコレクション                                      | 6月15日  | イタリア・ミラノ                       | [ 126 ] |
| 2024年 | 第28回富川国際ファンタスティック映画祭                                     | 7月4日   | 富川アートセンター                     | [ 127 ] |
| 2024年 | 「PRADA」ポップアップオープン記念イベント                                  | 8月9日   | THE HYUNDAI SEOUL                      | [ 128 ] |
| 2024年 | コスメブランド「CLIO」イベント                                             | 8月23日  | ソウル・城水洞                         | [ 129 ] |
| 2024年 | 「PRADA」2025年春夏ウィメンズコレクション                                  | 9月19日  | イタリア・ミラノ                       | [ 130 ] |
| 2024年 | Sound of Prada                                                             | 10月25日 | ソウル                                 | [ 131 ] |

## コンサート
| 開催日               | タイトル                      | 会場                           |
| -------------------- | ----------------------------- | ------------------------------ |
| 2024年10月26日・27日 | 2024 JAEHYUN FAN-CON ＜Mute＞ | 【ソウル】SKハンドボール競技場 |